# Slaget om sydlige Henan
Slaget om sydlige Henan (traditionel kinesisk: 豫南會戰; forenklet kinesisk: 豫南会战; pinyin: Yùnán Huìzhàn), var en af de 22 større sammenstød mellem Den nationale revolutionshær og Kejserlige japanske hær under den 2. kinesisk-japanske krig.

## Slagorden
Slagorden ved slaget om sydlige Henan
| Historie | Spire Denne historieartikel er en spire som bør udbygges. Du er velkommen til at hjælpe Wikipedia ved at udvide den. |

33°50′N 113°30′Ø / 33.83°N 113.5°Ø